# TRS Motorcycles

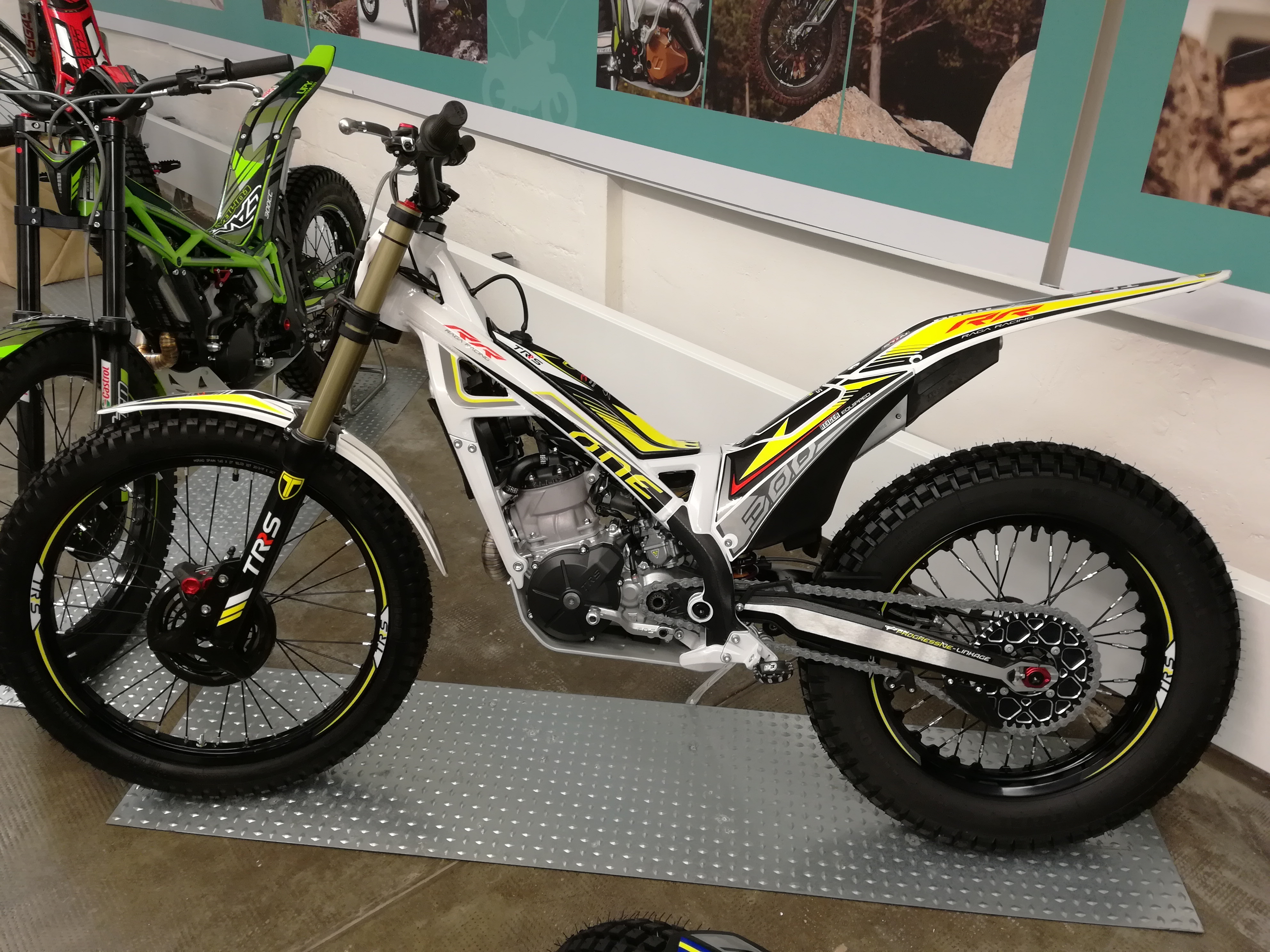
TRS One Raga Racing (2017)

TRS Motorcycles is een Spaanse fabrikant van motorfietsen, gesitueerd in Barcelona en met een fabriek in Santpedor.

## Geschiedenis
Het initiatief voor oprichting van TRS werd in 2013 genomen door Jordi Tarrés, zevenvoudig wereldkampioen trial; Ricardo Novel, een zakenman uit Barcelona die zich specialiseert in logistiek en industriële processen;  Marc Arañó die meerdere projecten leidde bij onder andere Derbi, GasGas en Jotagas en Josep Borrell, een investeerder. In 2014 bracht TRS haar eerste trialmodel uit in 250, 280 en 300 cc versies. Inmiddels heeft het merk een dealernetwerk in Spanje en importeurs in een groot aantal landen, waaronder Australië, België, Canada, Duitsland, Nederland, Italië, Japan, Rusland en de Verenigde Staten.

## Team
In 2016 contracteerde TRS de Spaanse trialrijder Adam Raga die in 2005 en 2006 (toen nog op GasGas) wereldkampioen was, en sinds 2007 de "eeuwige tweede" achter Toni Bou. Bij de vrouwen werd in 2017 de Duitse Jule Steinert gecontracteerd die dat jaar verdienstelijk tweede werd in het FIM Wereldkampioenschap trial, vierde in het Europees kampioenschap, tweede bij het Duitse nationale titel  en met het Duitse vrouwenteam vierde in de Trial des Nations.

## Huidige modellen
- TRS One, watergekoelde eencilinder tweetaktmotor in 250, 280 of 300 cc.
- TRS One Raga Racing